# Jorn Hamdorf
Jorn Hamdorf es un deportista danés que compitió en remo. Ganó una medalla de plata en el Campeonato Mundial de Remo de 1996, en la prueba de ocho con timonel ligero.

## Palmarés internacional
| Campeonato Mundial | Campeonato Mundial       | Campeonato Mundial | Campeonato Mundial      |
| Año                | Lugar                    | Medalla            | Prueba                  |
| ------------------ | ------------------------ | ------------------ | ----------------------- |
| 1996               | Motherwell (Reino Unido) | Medalla de plata   | Ocho con timonel ligero |